# Lake Mack-Forest Hills
Lake Mack-Forest Hills es un lugar designado por el censo ubicado en el condado de Lake en el estado estadounidense de Florida. En el Censo de 2010 tenía una población de 1.010 habitantes y una densidad poblacional de 75,53 personas por km².

## Geografía
Lake Mack-Forest Hills se encuentra ubicado en las coordenadas 29°0′3″N 81°25′24″O / 29.00083, -81.42333. Según la Oficina del Censo de los Estados Unidos, Lake Mack-Forest Hills tiene una superficie total de 13.37 km², de la cual 12.52 km² corresponden a tierra firme y (6.37%) 0.85 km² es agua.

## Demografía
Según el censo de 2010, había 1.010 personas residiendo en Lake Mack-Forest Hills. La densidad de población era de 75,53 hab./km². De los 1.010 habitantes, Lake Mack-Forest Hills estaba compuesto por el 95.05% blancos, el 0.59% eran afroamericanos, el 0.5% eran amerindios, el 0.2% eran asiáticos, el 0% eran isleños del Pacífico, el 2.77% eran de otras razas y el 0.89% pertenecían a dos o más razas. Del total de la población el 4.75% eran hispanos o latinos de cualquier raza.